# St. Rochus und St. Leonhard

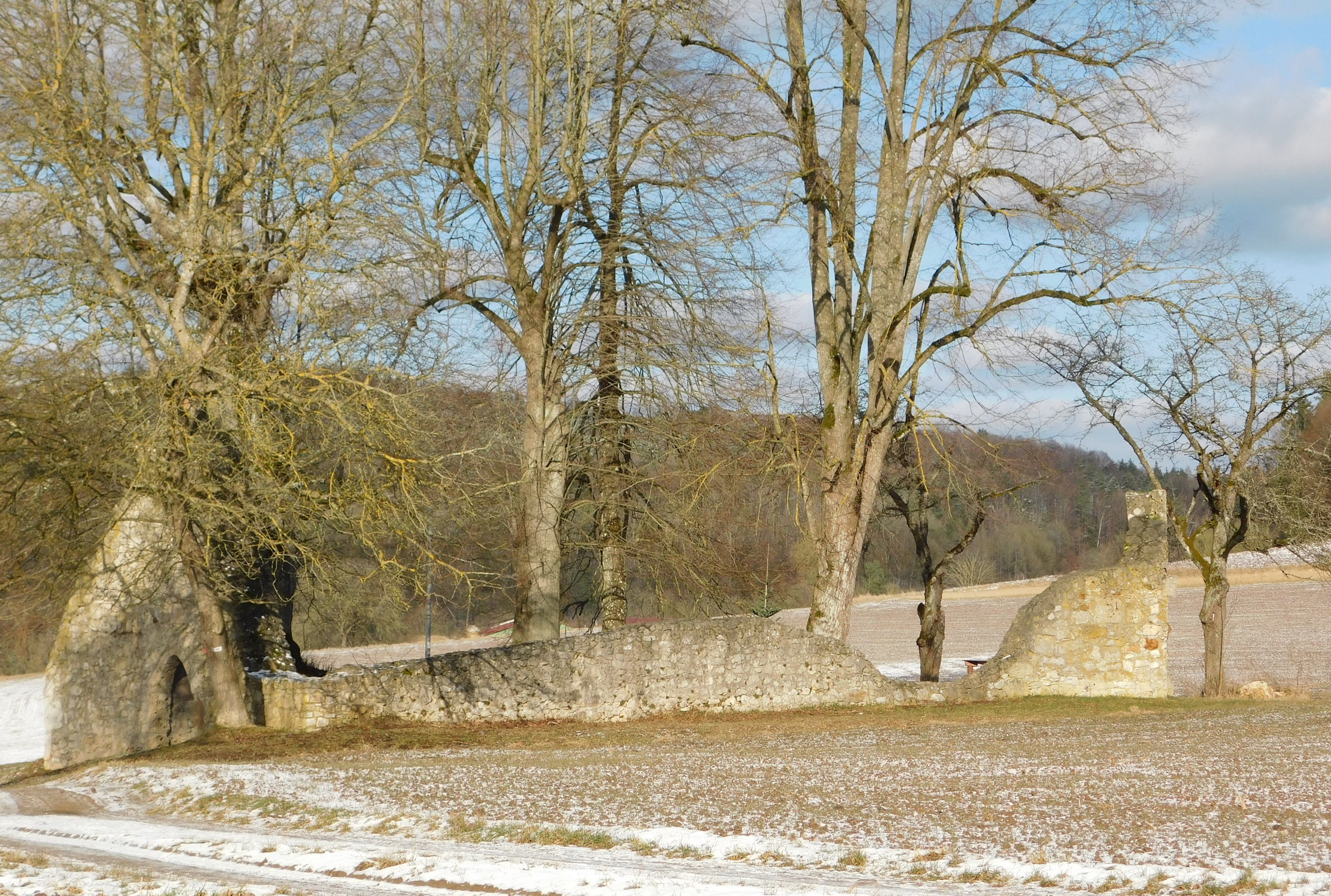
Winterliche Gesamtansicht der Kapellenruine

St. Rochus und St. Leonhard ist die Ruine einer spätmittelalterlichen Kapelle, die sich im südwestlichen Teil des Gemeindegebietes von Pommelsbrunn befindet.

## Lage
Die Kapellenruine liegt in freier Flur auf einer Höhe von 492 m ü. NHN und steht auf einer Hochebene der Mittleren Frankenalb. Diese wird im Südwesten vom Happurger Bach, im äußersten Nordwesten von der Pegnitz und im Norden vom Högenbach eingerahmt. Die Ruine steht etwa einen halben Kilometer südlich des zu Pommelsbrunn gehörenden Dorfes Arzlohe und liegt in einem kleinen Talkessel, der von drei Seiten von bewaldeten Hügeln umgeben ist und sich lediglich nach Norden hin öffnet.

## Beschreibung
Die Kapelle ist ein einschiffiger, spätgotischer Bau, der aus Kalksteinen errichtet wurde. Der Grundriss des ost-westlich ausgerichteten Bauwerks hat eine Größe von 18 mal 8 Metern. Vorhanden sind heute nur noch die bis zu fünf Meter hohen Umfassungsmauern, das Eingangsportal, ein Seiteneingang und ein spitzbogiges Chorfenster. Geweiht ist die Kapelle den beiden Heiligen Rochus von Montpellier (dem Nothelfer gegen die Pest und andere Seuchen) und Leonhard von Limoges (dem  Schutzpatron für Gefangene und das Vieh).

## Geschichte
Die Kapelle wurde im 13./14. Jahrhundert auf dem Boden eines kaiserlichen Krongutes und Erb-Lehenshofes erbaut und im Jahr 1480 zum ersten Mal beiläufig in einer Notiz über eine Kirchenvisitation durch das Bistum Eichstätt genannt. Der Kapellenbeiname „Zum  heiligen Baum“ lässt zwar vorchristliche Kultzusammenhänge vermuten, diese Annahme ist aber weder durch archäologische Funde noch durch andere Hinweise belegbar. Die erste direkte urkundliche Nennung fand schließlich im Jahr 1508 statt, als die Kapelle im Zusammenhang mit einem an diesem Ort begangenen Verbrechen erwähnt wurde. Dabei wurde der Bau schon als „Kapellenruine“ bezeichnet. Die Kapelle war also bereits vor der Durchführung der Reformation in diesem Gebiet verfallen. Arzlohe war infolge des Landshuter Erbfolgekriegs 1505 in den Besitz der Reichsstadt Nürnberg gelangt und vollzog den Wechsel zum evangelisch-lutherischen Bekenntnis mit dieser in den 1520er Jahren. Ungeachtet des ruinösen Zustandes der Kapelle wurden aber weiterhin Gottesdienste in ihr gehalten, laut den aus dem Jahr 1649 stammenden Aufzeichnungen des Pommelsbrunner Pfarrers Johann Otnet sechsmal im Jahr. Auch in der Gegenwart finden noch Gottesdienste in der Kappellenruine statt. So etwa alljährlich am Sonntag vor dem Jakobstag, anlässlich der Arzloher Kirchweih.

## Baudenkmal
Die Ruine der Kapelle ist im Bayerischen Denkmalschutzgesetz unter der Nummer D-5-74-147-14 gelistet. Die Beschreibung in der Denkmalliste für die Gemeinde Pommelsbrunn lautet dabei: „Ruine der Kapelle St. Rochus und St. Leonhard, spätgotische Umfassungsmauern aus Kalk-Bruchstein, 15./Anfang 16. Jh.“ Anmerkung: Die in dieser Beschreibung gemachten Datumsangaben weichen von denjenigen ab, die in anderen Quellen genannt werden.